# Associazione di Antares
L'Associazione di Antares (nota anche come Scorpius OB2 o con la sigla Cr 302) è una brillante associazione stellare posta in direzione della costellazione dello Scorpione.

## Osservazione
L'associazione è composta dal gruppo di stelle che forma la testa dello Scorpione, coincidente dunque con la sua parte più settentrionale; l'eclittica transita nella sua direzione, così nel mese di novembre è praticamente impossibile osservarla a causa della presenza del Sole. Le sue stelle sono in gran parte di seconda grandezza, ed è dunque ben visibile anche dalle aree urbane, sebbene alle alte latitudini boreali si presenti bassa sull'orizzonte, e oltre il circolo polare artico resta sempre invisibile.

## Caratteristiche
L'associazione è parte della vastissima associazione Scorpius-Centaurus, l'associazione OB più vicina al nostro Sistema Solare; la parte di Antares, nota anche come Associazione Scorpione superiore (sigla US), è la parte più giovane del gruppo, con un'età stimata sui 5 milioni di anni.
Essa contiene circa 120 componenti stellari di grande massa disperse su una regione di 35 parsec, posta a circa 145 parsec dal Sole. La classe spettrale di queste componenti varia fra B0.5 e G5 e la massima parte di esse giace sulla sequenza principale, sebbene vi siano alcune stelle evolute verso la fase di supergigante, fra le quali spicca Antares. Nonostante la giovane età del gruppo, nella regione non sono presenti fenomeni di formazione stellare, attivi invece nell'adiacente Nube di Rho Ophiuchi. Le originarie componenti più massicce hanno già completato il loro ciclo vitale e sono già esplose come supernovae; fra queste, la più massiccia probabilmente è stata la progenitrice della pulsar PSR J1932+1059, esplosa circa 1,5 milioni di anni fa, la cui massa originaria doveva aggirarsi attorno alle 50 M⊙. Sebbene si sia speculato che questa stella fosse la compagna maggiore della stella fuggitiva ζ Ophiuchi, misurazioni successive fanno pensare che si tratti di due stelle separate fin dalla loro origine.
In aggiunta alle stelle di grande massa, sono state scoperte alcune centinaia di stelle di piccola e media massa, nonché alcune stelle T Tauri; alcune di queste stelle tuttavia non sono legate fisicamente all'associazione, ma fanno parte della regione di formazione stellare di Rho Ophiuchi. Fra le stelle di piccola massa, una parte potrebbero essere delle nane brune: la loro massa infatti è compresa fra 0,3 e 0,007 M⊙, e una dozzina di queste possiede una massa pari o inferiore alle 15 masse gioviane.
Attorno a questo gruppo sono presenti diversi veli nebulosi, osservabili in particolare nel settore sudoccidentale e noti come Sh2-1 e Sh2-7, più diverse nubi a riflessione situati nella regione più settentrionale; la loro visibilità è data dalla vicinanza delle stelle azzurre e massicce, che li illumina facendo loro assumere una colorazione azzurrognola.

### Carte celesti
- Tirion, Rappaport, Lovi, Uranometria 2000.0 - Volume II - The Southern Hemisphere to +6°, Richmond, Virginia, USA, Willmann-Bell, inc., 1987, ISBN 0-943396-15-8.
- Tirion, Sinnott, Sky Atlas 2000.0, 2ª ed., Cambridge, USA, Cambridge University Press, 1998, ISBN 0-933346-90-5.
- Tirion, The Cambridge Star Atlas 2000.0, 3ª ed., Cambridge, USA, Cambridge University Press, 2001, ISBN 0-521-80084-6.